# 컴펄서리 댄스

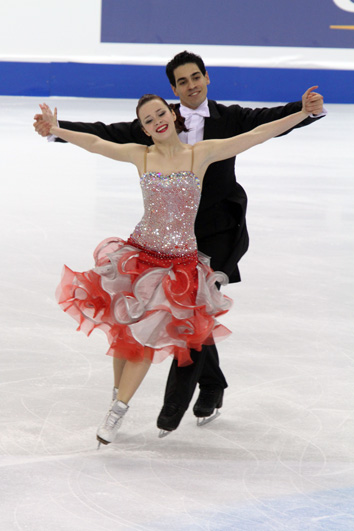

오늘날 패턴 댄스라고도 불리는 컴펄서리 댄스는 모든 커플이 같은 표준화된 단계를 실시하고 지정된 템포의 음악을 보유하는 아이스 댄싱과 예술 롤러 스케이팅의 일부이다. 하나 이상의 컴펄서리 댄스는 일반적으로 아이스 댄싱 대회의 첫번째 단계로 스케이트를 탔다. 2010년 6월에 국제 빙상 연맹은 아이스 댄싱에서 컴펄서리 댄스 명칭을 패턴 댄스로 대체했고 2010-2011 피겨 스케이팅 시즌부터 쇼트 댄스로 합병했다.
컴펄서리 댄스도 스케이트 선수에게 레크리에이션 또는 사회 춤의 형태로 인기가 있다.
대부분의 춤 중 하나의 패턴은 스케이트장에서 절반 또는 하나의 전체 회로를 다룬다.